# Rob Voerman
Rob Voerman (Deventer, 6 mei 1966) is een Nederlands graficus, beeldhouwer en installatiekunstenaar.

## Biografie
Voerman begon in 1988 aan een studie tuin- en landschapsarchitectuur in Wageningen. Deze studie heeft hij niet voltooid. In 1990 ging hij naar de afdeling beeldhouwen van de CABK (Christelijke Academie voor Beeldende Kunsten) in Kampen thans de ArtEZ Art & Design Zwolle. Deze opleiding heeft hij in 1996 afgesloten.
Voerman is getrouwd met de Japanse fotografe-kunstenares Miyuki Okuyama. Hij woont in Arnhem, zijn atelier bevindt zich in Groessen, nabij Zevenaar.
In 2001 zou Rob Voerman deelnemen aan het kunstenaar-in-residentie-programma Worldviews in New York, waarvoor hij zijn intrek zou nemen in een ruimte in een van de torens van het World Trade Center. Dit programma is door de aanslagen nooit gestart. In 2003 maakte Voerman, naar aanleiding van de ramp de linosnede Worldviews. Het werk toont een zicht op New York vanuit een van de torens van het WTC. Rechts is de tweede toren te zien.

## Werk
Architectuur, vergankelijkheid en deconstructie staan centraal in Voermans tweedimensionale werk en sculpturen. Zijn grafische werken, tekeningen, aquarellen en schilderijen tonen doorgaans vergane landschappen met utopische bouwwerken uit een onbekende postapocalyptische wereld. Zijn tekeningen bevatten veel futurologische bol- en cirkel-vormige bouwwerken, dikwijls in kronkelige vormen, zonder begin of einde. De vreemde bouwwerken die op absurde wijze zijn gemaakt van ‘onmogelijke’ materialen hebben een vijandig en buitenaards effect op de toeschouwer.
In zijn driedimensionale werk maakt Voerman gebruik van een willekeur aan afgedankt materiaal, zoals roestige objecten, stukken hout, karton, plastic en glas. Zijn bouwwerken houden het midden tussen een primitieve hut, een grot en een machine. Ze bevatten de oervormen van de architectuur maar ook futuristische elementen van bouwwerken uit het machinetijdperk. Ook vermengen zich in zijn bouwwerken verschillende typologieën architectuur, meubels en machines, die vaak letterlijk in elkaar geschoven zijn. Zijn architecturen zijn vaak disfunctioneel. Elementen als ramen, deuren en meubels hebben hun functie verloren.
Een voorbeeld is de installatie Tarnung (2007), een grillig gevormde hut, opgebouwd uit een mix van gevonden deuren, glasscherven en stukken karton, die kunstig tot ornamenten zijn omgevormd. Binnenin het schuurtje is het onverwacht huiselijk, met een bed, een koffiehoek en een ovaal venster dat uitzicht naar buiten biedt. De installatie was in 2010 te zien in een tentoonstelling in het Cobra Museum voor Moderne Kunst Amstelveen, samen met aquarellen en tekeningen van Voerman.
Een voorbeeld van een sculptuur waarin Voerman architectuur combineert met een meubelstuk is het werk Moonshine (2006). Een bureau is hier uitgebouwd tot een maquette van een aan de ene kant strak horizontaal bouwwerk en aan de andere kant een bolvormige stolp opgebouwd uit gekleurd glas en stukken hout. De bolvorm lijkt een explosie te zijn die het gebouw waaraan hij vastzit ruïneert. De sculptuur functioneert tegelijkertijd ook als een rook-ruimte en bar, omdat er een asbak en een soort toog in de tafel zijn verwerkt.Toen het werk tentoongesteld werd op Art Amsterdam in 2006 werd het ook daadwerkelijk daarvoor gebruikt.
Volgens Voerman zelf zijn zowel zijn grafiek als zijn sculpturen tot voor kort bepaald door een dialoog tussen archaïsche agrarische vormen en verschijningsvormen van de moderne technisch ontwikkelde maatschappij. Door in zijn werk orde, structuur en evenwicht te combineren met chaos, vergankelijkheid en deconstructie geeft hij een commentaar op de overgeorganiseerde samenleving van de moderne tijd. In zijn meest recente werk probeert Voerman de architectuur te creëren van fictieve gemeenschappen en werelden in zowel afgelegen gebied als in de bestaande stedelijke omgeving.
Voerman is vertegenwoordigd in meerdere musea, bedrijfscollecties en particuliere verzamelingen. In 2006 kocht het Museum of Modern Art te New York drie van zijn grafieken aan, waaronder het werk Brother (2000). Bij het AMC in Amsterdam Zuidoost is Not in my back yard opgesteld.
Naast autonoom werk, maakt Voerman ook kunstwerken in opdracht. Zo maakte hij in 2011, naar aanleiding van de tentoonstelling ‘What if’ in het Architectuurcentrum Rondeel in Deventer, een ontwerp voor het stationsgebied van Deventer en een aanbouw voor het bedrijvencomplex aan de zuidzijde het station.
Vanaf 2006 wordt Voermans werk gekenmerkt door een symbiose van utopie, romantiek en subversieve elementen. De bouwwerken krijgen aan de ene kant een grimmiger en gewelddadiger karakter. Maar aan de andere kant wordt het werk utopischer en ook uitbundiger.

## Tentoonstellingen
Er zijn tentoonstellingen van zijn werk geweest in Amsterdam, Londen, New York, Los Angeles, Berlijn, Bregenz en Newcastle-upon-Tyne. Samen met anderen heeft hij deelgenomen aan verscheidene tentoonstellingen in België, Duitsland, de Verenigde Staten, Groot-Brittannië, Denemarken, Taiwan, Canada en ook Nederland. In 2010 vond er een omvangrijke overzichtstentoonstelling plaats in het Cobra Museum te Amstelveen.

## Collecties (selectie)
Zijn werk is aangekocht door o.a:
- Museum of Modern Art in New York, Verenigde Staten
- Generali Foundation, Wenen, Oostenrijk
- Stedelijk Museum in Amsterdam
- LAM museum in Lisse
- UCLA Hammer Museum in Los Angeles, Verenigde Staten
- Musee Art Contemporain Kinshasa Kinshasa, DR Congo
- Coda Museum in Apeldoorn
- Valkhof Museum in Nijmegen
- ABN AMRO
- Arcadis

## Prijzen
- In 2005 won Rob Voerman de Euregioprijs
- In 2007 won hij de Gelderland Grafiekprijs
- In 2010 won hij de Jeanne Oosting Prijs voor aquareltechniek.